# Edvard Moser
Edvard Ingjald Moser (Ålesund, 27 de abril de 1962) es un neurocientífico y psicólogonoruego.
En 2014 fue galardonado con el Premio Nobel de Fisiología o Medicina, compartido con John O'Keefe y May Britt, «por sus descubrimientos de células que constituyen un sistema de posicionamiento en el cerebro».
Edvard Moser junto con May-Britt Moser constituyen el quinto matrimonio a lo largo de la historia en el que ambos cónyuges consiguen obtener el premio Nobel, en su caso, el de Medicina. La pareja junto al investigador John O´Keefe, recibieron el Nobel de Medicina por descubrir las células que componen el sistema de posicionamiento en el cerebro humano.